# Reinhard Ludewig
Reinhard Ludewig (* 4. Oktober 1923 in Dresden; † 30. November 2016) war ein deutscher Pharmakologe und Toxikologe.

## Leben und Wirken
Reinhard Ludewig wuchs in Dresden auf. Nach dem Zweiten Weltkrieg studierte er Medizin in Wien und Erlangen. Ab 1953 arbeitete er in Dresden als praktischer Arzt und in einem Labor im Arzneimittelwerk Dresden. 1956 begann er eine Tätigkeit am Pharmakologischen Institut der Universität Leipzig. Dort habilitierte er sich 1963 mit der Arbeit Experimenteller Beitrag zur epikutanen und intraoralen Anwendung hochprozentiger Wasserstoffperoxid-Lösungen.
1977 wurde er zum Dozenten und 1979 zum Professor für Klinische Pharmakologie und Toxikologie berufen. In der Lehre arbeitete Reinhard Ludewig an der Schließung der Lücke zwischen pharmakotherapeutischen Lehrinhalten, der klassischen Pharmakologie und den klinisch-toxikologischen Disziplinen. 1984 wurde er Direktor des Instituts für Klinische Pharmakologie an der Medizinischen Fakultät der Universität Leipzig. 1989 erfolgte die Emeritierung.
Seit seiner Emeritierung widmete er sich besonders der medizinischen Graphologie und Schriftpsychologie. Er untersuchte handschriftliche Texte von bekannten Persönlichkeiten wie Ludwig van Beethoven, Wolfgang Amadeus Mozart und Johann Sebastian Bach und versuchte, durch das Studium von Berichten über deren Krankheiten, die Auswirkung von Giften, den Krankheitsverlauf und Todesursachen zu erforschen.

## Auszeichnungen
- 2012: Bundesverdienstkreuz 1. Klasse[2]

## Schriften
- Experimenteller Beitrag zur epikutanen und intraoralen Anwendung hochprozentiger Wasserstoffperoxid-Lösungen. Habilitationsschrift. Universität Leipzig 1963.
- mit Karlheinz Lohs: Akute Vergiftungen. Ratgeber für toxikologische Notfälle. Fischer, Jena 1966.
  - Russische Ausgabe: Острые отравления. Medicina, Moskau 1983.
  - 11. Auflage: mit Ralf Regenthal (Hrsg.): Akute Vergiftungen und Arzneimittelüberdosierungen. Schnell- und Hintergrundinformationen zu Erkennung, Verlauf, Behandlung und Verhütung. Wissenschaftliche Verlags-Gesellschaft, Stuttgart 2015, ISBN 978-3-8047-3211-7.
- Mitarbeiter: Stomatologika-Fibel. Eine Orientierungshilfe für die intraorale Anwendung von Pharmaka mit Hinweisen zur Arzneimitteltherapie und zur Behandlung von Zwischenfällen in der stomatologischen Allgemeinpraxis. Volk und Gesundheit, Berlin 1978.
- mit Hans-Robert Böhme: Arzneimittel und Laboratoriumsdiagnostik. Ein kritischer Ratgeber für die Interpretation von Ergebnissen klinisch-chemischer Laboruntersuchungen unter dem Einfluss von Arzneimitteln. Volk und Gesundheit, Berlin 1981.
- Mitverfasser: Stomatologische Pharmakotherapie. Ein Ratgeber für die Grundbetreuung. Volk und Gesundheit, Berlin 1984.
- Meinungsstreit über die Ursachen des Todes von W. A. Mozart. Eine allgemeinverständliche Pathographie zum Gedenken an den 200. Todestag des Komponisten (28.1.1756–5.12.1791) (= Annales Universitatis Saraviensis Medicinae/Supplement. Band 8). Medizinische Fakultät der Universität des Saarlandes, Homburg/Saar 1992, ISBN 3-923818-11-4.
- Johann Sebastian Bach im Spiegel der Medizin. Waechterpappel, Grimma 2000, ISBN 3-933629-01-2.
- mit Susanna Seufert: Beethoven, Hahnemann und das Gift im Wein. Sonderausstellung in Zusammenarbeit mit dem Institut für Klinische Pharmakologie der Universität Leipzig, 12. Mai 2001 bis 2. September 2001. Sächsisches Apothekenmuseum, Leipzig 2001.